# The Brilliant Green
the brilliant green (ザ・ブリリアント・グリーン?), también conocidos en Japón como BuriGuri (ブリグリ?) es una banda japonesa de Rock formada en 1997. El sello discográfico de la banda es Warner Music Japan.

## Historia
La banda fue formada por Shunsaku Okuda y Ryo Matsui, quienes en la secundaria decidieron formar una banda, para lo cual contactaron a Tomoko Kawase, quien en ese entonces cantaba en algunas locaciones en la Prefectura de Kioto. Sus influencias de ese tiempo eran la música Rock de Reino Unido, así como también la Americana. Una de principales influencias han sido The Beatles.
Desde que debutaron en el año 1997 su concepto de realizar música de calidad ha quedado claro.
Su actitud también se vio reflejada en su música y en 1998 fueron una de las bandas con mejores ventas gracias a su sencillo There will be love there, el cual vendió millones de copias. Tomoko es la que logró llamar más que ningún otro miembro la atención de los fanáticos de la banda por su coqueta y a veces infantil forma de ser, así como también su forma de cantar tanto en japonés como en inglés.
Cada una de sus canciones es estilísticamente muy distinta, con influencias pasando por música psicodélica de los años 60, al Rock/Folk de los años 1970, al glamour de los 1980, así como también a la música Punk algo más reciente de los años 1990.
Siguiendo a sus exitosos tres primeros álbumes de estudio como banda, "the brilliant green", "TERRA 2001", y "Los Angeles", entre 2001 y 2002 los integrantes estuvieron en un periodo de descanso para obtener mayor inspiración para la creación de nueva música. Durante este periodo, Tomoko comenzó su carrera en solitario bajo su alterego Pop ochentero "tommy february6" en 2001.
El sencillo "I'M SO SORRY BABY", salió al mercado el 4 de diciembre de 2002. En el 2003 la banda se tomó un largo receso, y Tomoko siguió su carrera en solitario. Poco después Ryo debutó con un nuevo proyecto musical al que llamó meister, y Tommy continuó su carrera en solitario utilizando sus dos nombres artísticos de february6 y heavenly6.
Los miembros Tomoko Kawase y Shunsaku Okuda contrajeron matrimonio el 22 de noviembre de 2003.
El 1 de junio de 2007, tras cinco años de inactividad como banda, fue anunciado que the brilliant green volvería a reunirse en honor a que se cumplían 10 años desde su debut oficial como grupo, lanzando un nuevo sencillo que fue titulado "Stand by me", tema también escogido para ser ending (tema musical de los créditos finales) de la adaptación de acción real de Tantei Gakuen Q que comenzaría a emitirse a inicios del mes de julio. El sencillo en cuestión fue lanzado al mercado el 22 de agosto ante una gran expectativa de sus fanáticos. En el día de su debut, consiguieron alcanzar el noveno puesto del ranking de Oricon, una buena vuelta tras 5 años sin tocar juntos.
Los días 12 de diciembre y 6 de febrero salieron a la venta dos nuevos sencillos titulados "Enemy" y "Ash Like Snow" respectivamente, este último siendo utilizado para el opening (créditos de apertura) de la serie anime de mechas, Gundam 00.
Poco después de ponerse a la venta el sencillo Ash Like Snow, el grupo anunció que iban a lanzar un nuevo álbum recopilatorio con todos sus sencillos hasta la fecha en edición CD, CD + DVD, y además una versión solo de un DVD con los videoclips de todos sus sencillos y además una actuación en vivo en Tokio. El álbum fue titulado "Complete Singles Collection '97-'08" y fue lanzado el 20 de febrero.

## Discografía

### Álbumes
- The brilliant green (19 de septiembre de 1998)
- TERRA 2001 (8 de septiembre de 1999)
- Los Angeles (1 de enero de 2001)
- THE WINTER ALBUM (4 de diciembre de 2002)
- Complete Singles Collection '97-'08 (20 de febrero de 2008)
- BLACKOUT (15 de septiembre de 2010)

### Sencillos
- Bye Bye Mr．Mug (21 de septiembre de 1997)
- goodbye and good luck (1 de diciembre de 1997)
- There will be love there -Ai no Aru Basho- (There will be love there -愛のある場所-?) (13 de mayo de 1998)
- Tsumetai Hana (冷たい花?) (26 de agosto de 1998)
- Sono SPEED de (そのスピードで?) (27 de enero de 1999)
- Nagai Tameiki no you ni (長いため息のように?) (10 de marzo de 1999)
- Ai no  Ai no Hashi (愛の 愛の星?) (18 de agosto de 1999)
- CALL MY NAME (22 de septiembre de 1999)
- BYE! MY BOY! (1 de diciembre de 1999)
- Hello Another Way -Sorezore no Basho- (Hello Another Way -それぞれの場所-?) (31 de mayo de 2000)
- angel song -Eve no Kane- (angel song -イヴの鐘-?) (15 de noviembre de 2000)
- Forever to me ~Owarinaki Kanashimi~ (Forever to me ～終わりなき悲しみ～?) (24 de abril de 2002)
- Rainy days never stays (31 de julio de 2002)
- I'M SO SORRY BABY (9 de octubre de 2002)
- Stand by me (22 de agosto de 2007)
- Enemy (22 de diciembre de 2007)
- Ash Like Snow (6 de febrero de 2008)
- LIKE YESTERDAY  (24 de febrero de 2010)
- Blue Daisy  (30 de junio de 2010)
- I Just Can't Breathe...(18 de agosto de 2010)